# Rivière Kaminahikuschit
La rivière Kaminahikuschit est un tributaire de la rive sud de la rivière Broadback laquelle coule vers l'ouest jusqu'à la baie de Rupert, située au sud de la baie James. La rivière Kaminahikuschit coule dans la municipalité de Eeyou Istchee Baie-James, dans la région administrative du Nord-du-Québec, au Québec, au Canada.

## Géographie
Les bassins versants voisins de la rivière Kaminahikuschit sont :
- Côté nord : rivière Broadback ;
- Côté est : lac Colomb, rivière Colomb ;
- Côté sud : rivière Nottaway ;
- Côté ouest : baie de Rupert, rivière Nottaway.

La rivière Kaminahikuschit prend sa source d'un petit lac (altitude : 176 m), entouré de zones de marais. Ce lac est situé à 4,2 km au nord de la rivière Natouacamisie et à 14,1 km au sud-ouest de la rivière Broadback.
La rivière Kaminahikuschit coule sur 51,2 km vers le nord-ouest jusqu'à son embouchure où le courant se déverse sur la rive sud de la rivière Broadback. L'embouchure de la rivière est situé en aval du lac Evans. Le dernier segment de 14,6 km de la rivière traverse une zone de marais.

## Toponymie
D'origine crie, cet hydronyme signifie "la rivière à l'épinette blanche".
Le toponyme rivière Kaminahikuschit a été officialisé le 3 février 1983 à la Commission de toponymie du Québec.